# Gásakluoppal
Gásakluoppal är en sjö i Jokkmokks kommun i Lappland och ingår i Luleälvens huvudavrinningsområde. Sjön har en area på 0,38 kvadratkilometer och ligger 745,2 meter över havet. Gásakluoppal ligger i Padjelanta Natura 2000-område. Sjön genomflyts av vattendraget Duvggejåhkå som är både tillflöde och utlopp. 

## Delavrinningsområde
Gásakluoppal ingår i det delavrinningsområde (747226-152821) som SMHI kallar för Mynnar i Virihaure. Medelhöjden är 988 meter över havet och ytan är 29,48 kvadratkilometer. Räknas de 7 avrinningsområdena uppströms in blir den ackumulerade arean 178,44 kvadratkilometer. Vuojatädno som avvattnar avrinningsområdet har biflödesordning 2, vilket innebär att vattnet flödar genom totalt 2 vattendrag (Stora Luleälv, Luleälven) innan det når havet efter 425 kilometer. Avrinningsområdet består mestadels av kalfjäll (97 procent). Avrinningsområdet har 0,94 kvadratkilometer vattenytor vilket ger det en sjöprocent på 3,2 procent.